# Amérique centrale
Pour les articles homonymes, voir Amérique.
L'Amérique centrale est une bande de terre reliant l'Amérique du Nord à l'Amérique du Sud. Elle est entourée par l’océan Pacifique et l’océan Atlantique (mer des Caraïbes). Politiquement, elle est divisée en sept pays indépendants : le Guatemala, le Belize, le Honduras, le Salvador, le Nicaragua, le Costa Rica et le Panama. Du point de vue historico-culturel, certains historiens délimitent la région comprise entre les anciens territoires du Royaume du Guatemala, c’est-à-dire les républiques actuelles du Guatemala, du Salvador, du Honduras, du Nicaragua et du Costa Rica, en plus des divisions administratives au sud et au sud-est de l’isthme de Tehuantepec au Mexique. Du point de vue géographique, la région comprend les territoires situés entre cet isthme et le bassin du fleuve Atrato dans le Darién colombien. Son extension territoriale est de 522 760 km² et sa population est d’environ 50 690 000 habitants.
La différence entre les frontières géographiques et les frontières administratives, ainsi que l'histoire coloniale et les ressemblances et différences culturelles dans la région font varier la définition de l'Amérique centrale selon le contexte.

## Composition
Dans sa définition la plus commune, l'Amérique centrale comprend les pays suivants :
- le Guatemala (capitale : Guatemala).
- le Belize (capitale : Belmopan).
- le Honduras (capitale : Tegucigalpa).
- le Salvador (capitale : San Salvador).
- le Nicaragua (capitale : Managua).
- le Costa Rica (capitale : San José).
- le Panama (capitale : Panama).

On peut dans certains cas ajouter à ces pays les Antilles.

## Définitions

### Définition géographique
L'Amérique centrale s'étend de l'isthme de Tehuantepec dans le Sud du Mexique (le Mexique est majoritairement situé en Amérique du Nord) au nord, à l'isthme de Darién (Panama) au sud. Le Yucatan permet à l'Amérique  centrale d'être bordée par le golfe du Mexique au nord. Elle est aussi baignée par la mer des Caraïbes à l'est, et par l'océan Pacifique au sud-ouest.

### Définition géologique
La cordillère Néovolcanique est considérée comme la division géologique séparant l'Amérique du Nord et l'Amérique centrale.

### Définition historique et politique

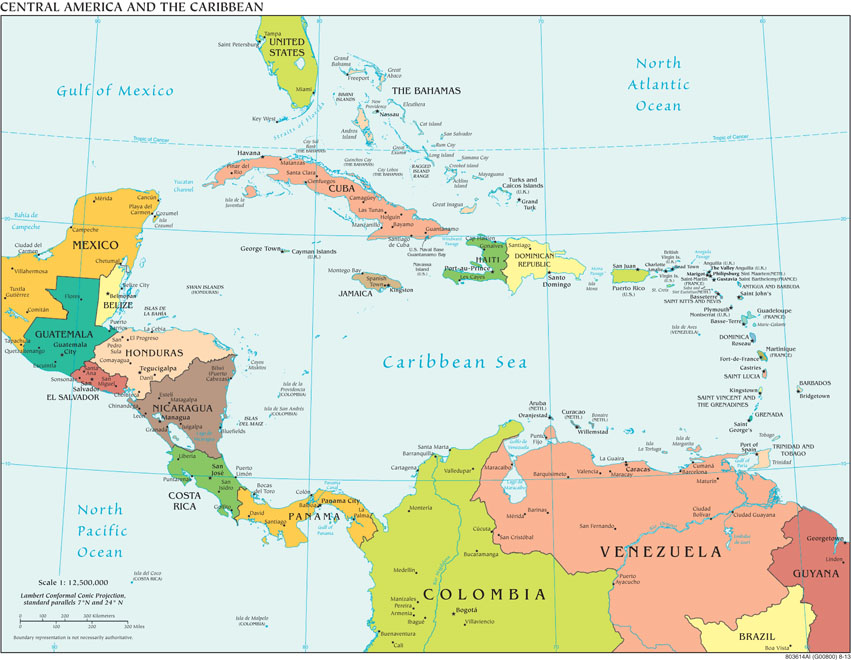
Carte politique de la région d'Amérique centrale.

À l'époque coloniale, l'Amérique centrale était partiellement contrôlée par la capitainerie générale du Guatemala qui recouvrait les régions aujourd'hui occupées par le Guatemala, le Belize, le Honduras, le Salvador, le Nicaragua et le Costa Rica. À l'indépendance (1821-1822), la Capitainerie devient les Provinces unies d'Amérique centrale puis la République fédérale d'Amérique centrale. Les États que l'on connaît aujourd'hui sont devenus indépendants de cette fédération dans les années 1830. Ce passé, excluant le Panama rattaché à l'histoire colombienne et le Belize très vite colonisé par les Anglais, a permis à une identité centre-américaine de se développer dans ces pays. Il existe d'ailleurs une différence en espagnol entre la définition géographique, « América Central » (Amérique centrale), et la définition historique et politique, « Centroamérica » (Centre-Amérique).
Il existe aujourd'hui des organisations régionales résultant de ce passé, comme le marché commun centraméricain (MCCA) ou le plus récent Système d'intégration centraméricain (SICA), dont les membres fondateurs sont les cinq pays « historiques » : Guatemala, Honduras, Salvador, Nicaragua et Costa Rica. Par simplification, on définit souvent ces cinq pays comme l'Amérique centrale ; le Belize et le Panama sont alors considérés comme caribéens (à l'instar des trois Guyanes).
Mais le Panama a intégré le parlement centre-américain en 1992 et a comme projet de s'intégrer au SICA dans les prochaines années. Le Belize, lui, est déjà membre du SICA mais pas du MCCA, préférant la Communauté caribéenne (CARICOM). Quant au parlement centre-américain, il accueille depuis 2004 des députés de la République dominicaine (ce pays s'intégrant économiquement et politiquement de plus en plus à l'Amérique centrale). On peut donc s'apercevoir que la définition politique de l'Amérique centrale est encore très floue

## Histoire
La consommation du maïs, élément important de la diffusion de l'agriculture, est largement développée dans le sud de l'Amérique centrale vers 4 200 ans avant notre ère. Dans le Yucatán, la consommation du maïs est attestée vers 4 500 ans avant notre ère, sa culture il y a 3 600 ans. Vers 2 700 ans avant notre ère la déforestation et la culture du maïs sont largement répandues. Le manioc et les piments (Capsicum sp.) étaient transformés au cours de l'Holocène moyen, peut-être également dès 4 500 ans avant notre ère. 
Il semble que ce soit l'arrivée de migrants chibchanes venus du sud de la région maya peu de temps avant 3 600 ans avant notre ère, qui ait contribué au développement de la culture du maïs, et peut-être aussi d'autres plantes domestiquées. Ces transformations humaines et sociales ont pu favoriser le développement par la suite de la civilisation maya,.
Les Mayas occupent la région, sans doute à partir de 2 600 ans avant notre ère : Uxmal, Chichén Itzá en attestent. 
La monarchie espagnole prend possession du continent avec pour objectif principal l’exploitation des réserves d’or et d’argent. Celles-ci sont cependant rapidement épuisées, ce qui conduit les autorités coloniales à réorienter la production vers l'agriculture. Le besoin en main d’œuvre entraine le déplacement forcé de nombreuses communautés autochtones, depuis les régions montagneuses vers les plaines littorales. Un système d’asservissement économique basé sur l’endettement des paysans travailleurs se met en place : l’hacienda. La main d’œuvre est ainsi forcée de demeurer sur la plantation et de mettre sa force de travail à disposition des latifundios.
Les indépendances ne remettent pas en cause la concentration des ressources foncières et agricoles entre les mains d'une oligarchie. Le XIXe siècle est marqué par l’expansion de la culture du café qui devient le premier produit d’exportation du Costa Rica, du Guatemala et du Salvador. Dans la première moitié du XXe siècle, la banane connaît un essor fulgurant. Les compagnies bananières nord-américaines, dont l’emblématique United Fruit Company, s’implantent dans la région.
La question agraire est ainsi fondamentale dans l'histoire des pays d’Amérique centrale et est à l'origine d'une grande instabilité politique. La mainmise des États-Unis sur la région, et leur tutelle sur le canal de Panama jusqu’en 1999 leur assure le contrôle du transit des marchandises à travers l’isthme centraméricain. Les intérêts économiques des États-Unis les poussent à favoriser des coups d’État ou à déployer directement leur armée dès lors que des gouvernements locaux montrent des velléités réformistes. Le Nicaragua est occupé par l’armée américaine de 1912 à 1933. Le président guatémaltèque Jacobo Árbenz est renversé en 1954 par des soldats et des mercenaires appuyés par la CIA après avoir voulu redistribuer aux paysans des terres appartenant à de puissants exploitants, en particulier la United Fruit Company. En 1962, c'est au tour du président hondurien Ramón Villeda Morales d’être victime d'un coup d’État après avoir tenté de lancer une réforme agraire qui aurait contrarié les intérêts des grands propriétaires et des compagnies étrangères.
Le Salvador est le théâtre d'un soulèvement des paysans en 1932. La révolte est réprimée par l’armée et les bandes paramilitaires locales. En l’espace de quelques jours, on décomptera entre 10 000 et 40 000 morts. La guerre éclate en 1969 entre le Salvador et le Honduras avec la question agraire pour toile de fond. Au Nicaragua, en 1979, triomphe la révolution sandiniste. Les contras, armés par les États-Unis et les propriétaires terriens, se soulèvent contre le nouveau régime, et la guerre civile se prolonge jusqu'au début des années 1990 (40 000 morts). Des guerres civiles sanglantes opposent également au Guatemala (140 000 à 200 000 morts) et au Salvador (70 000 morts) les États à des guérillas paysannes.

## Démographie
| Pays       | Habitants  |
| ---------- | ---------- |
| Belize     | 398 050    |
| Costa Rica | 5 003 402  |
| Guatemala  | 18 065 725 |
| Honduras   | 9 181 487  |
| Nicaragua  | 6 460 229  |
| Panama     | 4 160 016  |
| Salvador   | 6 641 842  |

La majorité de la population est métis (mélange entre espagnole et indigène), pour la majorité représentée à travers les pays comme le Honduras, le Salvador, le Panama, le Nicaragua, le Belize et le Guatemala. Le seul pays d'Amérique centrale où la population est surtout de couleur blanche est le Costa Rica, bien qu'il existe d'importantes minorités au Nicaragua et au Guatemala, elles sont majoritairement descendantes des colons espagnols et immigrants allemands, italiens, suisses, néerlandais, français et suédois.[Information douteuse]
La population indigène est estimée à environ 8 millions d'habitants, en plus de 30 groupes indigènes. Presque tous vivent au Guatemala, et le reste sont des minorités limitées.[réf. nécessaire]
Il y a de grandes communautés d'ascendance africaine et mulâtre au Belize, au Panama et certaines minorités au Costa Rica et au Nicaragua.[réf. nécessaire]

## Géographie

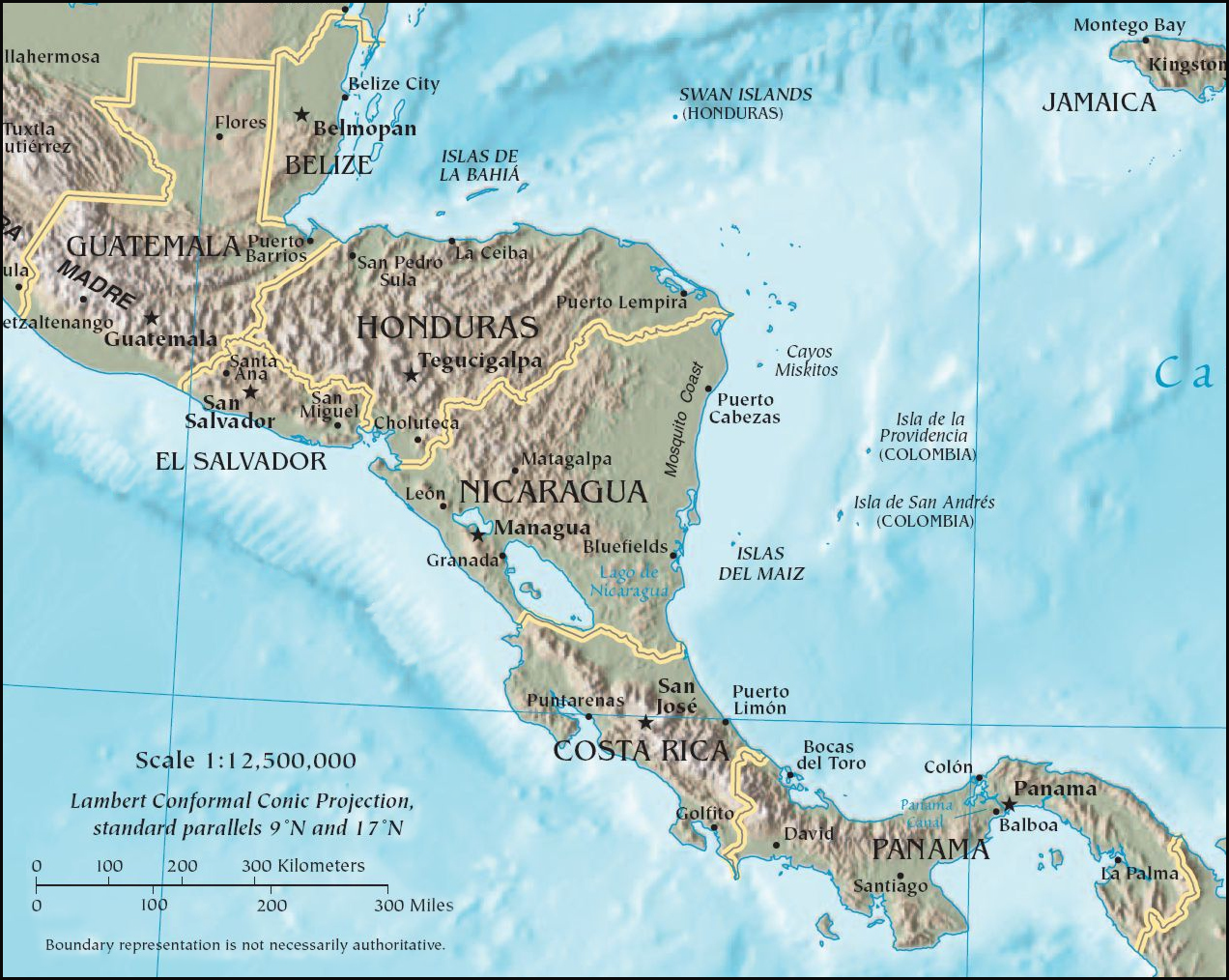
Amérique centrale.

### Généralités
L'Amérique centrale, qui constitue le long isthme panaméricain transcontinental, relie l'Amérique du Nord, par l'isthme de Tehuantepec, à l'Amérique du Sud, par l'isthme de Darién.
Elle est parcourue du nord au sud par un système montagneux essentiellement composé de la Sierra Madre de Chiapas, de la cordillère Centrale et de la cordillère de Talamanca. Cet ensemble  comporte  des sommets pouvant dépasser les 4 000 mètres. Le Tajumulco en est le point culminant.
Située à l'intersection de la plaque caraïbe, de la plaque nord-américaine et de la plaque de Cocos, une chaîne volcanique, faisant partie de la Ceinture de feu du Pacifique, longe le littoral Pacifique du nord au sud de l'isthme panaméricain. Cette côte plonge très rapidement, elle est en effet longée par la fosse mésoaméricaine dont la profondeur maximale est de 6 669 mètres.
La côte caraïbe est constituée d'une forêt tropicale, qui n'est en réalité que la prolongation septentrionale de l'Amazonie, très peu hospitalière. Grâce à cette forêt tropicale, l'Amérique centrale abrite 7 % de la biodiversité mondiale. La côte Pacifique, plus hospitalière car plus sèche grâce au relief la protégeant du climat caribéen, abrite quant à elle la majeure partie de la population centre-américaine.

## Culture

### Langues
L'espagnol est la langue officielle dans tous les pays, sauf au Belize où la langue officielle est l'anglais. L'anglais est courant sur les côtes où il y a beaucoup d'ascendance africaine[réf. nécessaire], tandis que les indigènes continuent à parler leur langue maternelle[pas clair].

### Religions
La religion principale est le catholicisme, mais l'évangélisme est en augmentation.
| Pays       | Total Chrétiens | Catholiques | Évangéliques | Sans religion |
| ---------- | --------------- | ----------- | ------------ | ------------- |
| Belize     | 87 %            | 46 %        | 33 %         | 10 %          |
| Costa Rica | 89 %            | 67 %        | 20 %         | 9 %           |
| Salvador   | 86 %            | 48 %        | 34 %         | 13 %          |
| Guatemala  | 91 %            | 55 %        | 32 %         | 8 %           |
| Honduras   | 90 %            | 49 %        | 38 %         | 9 %           |
| Nicaragua  | 90 %            | 54 %        | 32 %         | 9 %           |
| Panama     | 92 %            | 66 %        | 23 %         | 5 %           |

Le Costa Rica et le Panama sont les pays d'Amérique centrale avec le pourcentage le plus élevé de population catholique, avec respectivement 67 % et 66 %. La population évangélique a augmenté ces dernières années en Amérique centrale, principalement au Guatemala, au Honduras et au Nicaragua, qui ont de grandes proportions et des  pourcentages élevés d'évangéliques. Il existe aussi de petites minorités religieuses comme le bouddhisme, très présent au Costa Rica en raison de la communauté chinoise de ce pays. L'islam est principalement concentré au Honduras, car il a reçu d'importantes immigrations du Moyen-Orient, en particulier de Palestine. La population irréligieuse, athée et agnostique est une minorité en Amérique centrale, El Salvador étant le pays le moins religieux d'Amérique centrale. Les données au Salvador varient de 13 % à 30 %,,,.

## Économie
La région est particulièrement attractive pour les entreprises (notamment de confection) en raison de sa proximité géographique avec les États-Unis, des salaires très bas et des avantages fiscaux considérables. En outre, la baisse des cours du café et autres produits d'exportation et les mesures d’ajustement structurel encouragées par les instances financières internationales ont en partie ruiné l'agriculture, favorisant l'émergence des Maquiladoras. Ce secteur constitue 42 % du total des exportations du Salvador, 55 % du Guatemala, et 65 % du Honduras. Pourtant, son apport à l’économie de ces pays est contesté ; les matières premières sont importées, les emplois sont précaires et peu rémunérés, et les exonérations d’impôts fragilisent les finances publiques.
Elles font aussi l'objet de critiques pour les conditions de travail des employés : insultes et violences physiques, licenciements abusifs (notamment d'ouvrières enceintes), horaires, non-paiement des heures supplémentaires. Selon Lucrecia Bautista, coordinatrice du secteur maquilas du cabinet d'audit Coverco, « les réglementations en matière du droit du travail sont régulièrement violées dans les maquilas et il n'existe aucune volonté politique pour imposer leur application. Face aux infractions, l'inspection du travail fait preuve d'une remarquable mansuétude. Il s'agit de ne pas décourager les investisseurs. » Les syndicalistes sont sujets à des pressions, et parfois à des séquestrations ou assassinats. Dans certains cas, des chefs d'entreprises ont fait appel aux services des maras. Enfin, des listes noires comprenant des noms de syndicalistes ou militants politiques circulent dans les milieux patronaux.